# Fort Hill (Oregón)
Fort Hill es un lugar designado por el censo ubicado en los condados de Polk y Yamhill en el estado estadounidense de Oregón. En el año 2010 tenía una población de 129 habitantes.

## Geografía
Fort Hill se encuentra ubicado en las coordenadas 45°4′2.14″N 123°33′20.58″O / 45.0672611, -123.5557167.